# Ken Norton
Kenneth Howard „Ken“ Norton (* 9. August 1943  in Jacksonville, Illinois; † 18. September 2013 in Las Vegas, Nevada) war ein US-amerikanischer Schwergewichtsboxer und Schauspieler.

## Karriere
Norton war schon an der Jacksonville High School ein herausragender Athlet. Sein Leichtathletiktrainer meldete ihn einmal bei einem Wettkampf für acht verschiedene Disziplinen an. Norton gewann fünf davon und wurde bei dreien Zweiter. Seitdem gilt in Illinois die „Ken-Norton-Regel“, dass ein Athlet nur für drei Wettkämpfe angemeldet werden darf.
Er begann beim United States Marine Corps mit dem Boxen.
1967 wurde er Profi. Er hatte mit Eddie Futch einen renommierten Trainer, der auch Joe Frazier betreute. Er zeigte auch hier gute Athletik und Kondition, hatte aber immer Probleme mit seinen schlechten Nehmerfähigkeiten. So war er 1970 gegen Aaron Eastling am Boden und ging später im Jahr gegen den nur 86 kg schweren venezolanischen Rechtsausleger José Luis Garcia k. o.
Am 31. März 1973 kämpfte er erstmals gegen Muhammad Ali. Bei diesem Kampf ging es um den Titel der Nordamerikanischen Schwergewichtsmeisterschaft. Der Kampf in San Diego war nicht ausverkauft. Norton wurde nur als Zwischenstation im Rahmen des Comebacks von Ali nach seiner Niederlage im ersten Kampf gegen Frazier angesehen. Norton brach Ali in einer der ersten Runden den Unterkiefer und gewann am Ende mit einer „Split Decision“, also einer geteilten Punktentscheidung, bei der nur zwei der drei Ringrichter für ihn stimmten.
Sechs Monate später (10. Sept.) fand in Los Angeles der Rückkampf statt; diesmal gewann Ali einen spektakulären Kampf zweier gleichwertiger Boxer. Auch dieser Punktsieg war eine „Split Decision“. Manche Beobachter waren der Meinung, dass Norton auch diesen Kampf gewonnen habe.
Am 26. März 1974 kämpfte Norton trotz dieser Niederlage ausgerechnet im durch den Ölpreisanstieg wohlhabend gewordenen Venezuela, der Heimat seines ersten Bezwingers Garcia, gegen George Foreman um die Weltmeisterschaft und ging in der zweiten Runde K. o.
Er schlug die gescheiterte weiße Hoffnung Kirkman und besiegte den auf dem absteigenden Ast befindlichen Jerry Quarry sowie im Rückkampf Garcia vorzeitig.
1976 hatte er Gelegenheit, in einem dritten Kampf gegen Ali, der Foreman überraschend geschlagen hatte, im Yankee Stadium in New York erneut um die Weltmeisterschaft zu kämpfen. In diesem Kampf sprachen die Punktrichter Ali einen einstimmigen Punktsieg zu. Die Entscheidung gilt allerdings als eines der zwei umstrittensten Ergebnisse in Alis Titelkämpfen (neben der Entscheidung im Kampf gegen Jimmy Young im folgenden Jahr; in der Aufbauphase war auch Alis Sieg gegen Doug Jones umstritten). Die meisten Boxjournalisten und viele Beobachter, auch Gegner Muhammad Alis, bescheinigten Norton, den Kampf gewonnen zu haben.
Norton galt als „Angstgegner“ Alis; sein Boxstil lag diesem nicht, weil Norton, wie auch Frazier, viel schlug und nahezu ununterbrochen Druck aufbaute. Das vermeintlich schlechte Kinn, das Norton aufgrund seiner K. o.-Niederlagen bisweilen zugesprochen wurde, konnte Alis Schlagkraft standhalten. Wenn die Schlagkraft des Gegners ihn nicht beeindruckte, war Norton immer voll konkurrenzfähig, was auch der spätere Kampf gegen Larry Holmes zeigte.
Nachfolgend schlug Norton die ungeschlagene „weiße Hoffnung“ Duane Bobick in der ersten Runde schwer k. o., womit er auch seinen Ruf als Angstgegner der Weißen untermauert hatte.
Den zweiten wirklich großen Sieg seiner Karriere feierte Norton mit einem knappen Punktsieg gegen Jimmy Young am 5. November 1977, der 1976 durch ein umstrittenes Urteil gegen Ali verloren hatte und im Jahr darauf George Foreman besiegen konnte. Der Kampf machte Norton zum Top-Herausforderer im Schwergewicht.
1978 sollte Leon Spinks, der Ali auch offiziell bezwungen hatte, eigentlich gegen Norton boxen, zog es aber vor, noch einmal gegen Ali zu kämpfen. Deshalb entzog ihm der WBC-Verband seinen Titel. Am 18. März 1978 machte die WBC Geschichte, indem der Verband Norton ohne Titelkampf zum Weltmeister ernannte. Der Verband erklärte einfach den Kampf Nortons gegen Jimmy Young nachträglich zum Titelkampf.
Allerdings sollte Norton den Titel nicht lange behalten. Bereits in der ersten Titelverteidigung traf er auf den ungeschlagenen Larry Holmes. Nach einem brutalen Kampf über 15 Runden gewann Holmes knapp mit einer „Split Decision“, vor der letzten Runde hatten die beiden auf allen drei Punktzetteln gleichauf gelegen. Der Kampf ging als einer der spektakulärsten und auch boxerisch besten Titelkämpfe in die Geschichte des Schwergewichtsboxens ein. Holmes gab Norton nie einen Rückkampf.
Nortons Karriere als Weltklasseboxer war vorbei, als Earnie Shavers ihn in der ersten Runde k. o. schlug. Gegen Scott LeDoux erreichte er ein Unentschieden, war aber zweimal am Boden, den ungeschlagenen Randall Cobb schlug er nach Punkten.
1981 trat Norton vom Boxsport zurück, nachdem er gegen den ungeschlagenen Gerry Cooney, den einzigen Weißen, der ihn bezwingen konnte, in der ersten Runde schwer k. o. gegangen war. Dieser Sieg war äußerst lukrativ für Cooney, der gerade nach den spektakulären K. o.-Siegen Nortons gegen Quarry und Bobick ein Kontrastprogramm und glaubwürdiger Hoffnungsträger zu sein schien und dadurch Millionen für einen Titelkampf gegen Larry Holmes bekam. Norton ist bis heute einzigartig unter allen Schwergewichtschampions, weil er Weltmeister war, ohne einen einzigen Titelkampf gewonnen zu haben.
Parallel zu seiner Sportkarriere begann Norton mit der Schauspielerei. So verkörperte er unter anderem den Sklaven Ganymede im Film Mandingo von 1975. Durch einen schweren Autounfall trug er zeitweilige psychische und permanente körperliche Schäden davon. Norton ist in der International Boxing Hall of Fame. Das Verhältnis zu seinem Sohn Ken Norton Jr., einem Football-Spieler in der National Football League (NFL), war zeitweilig sehr angespannt.

## Filmographie (Auswahl)
- 1972 Top of the Heap
- 1973 Ein verdammt netter Junge (Black Boxer)
- 1975 Mandingo
- 1976 Die Sklavenhölle der Mandingos (Drum)
- 1984 Die Schlamm-Babies
- 1986 Knight Rider (TV-Serie)
- 1991 Blutige Flitterwochen
- 2008 The Man Who Came Back